# Onesimus

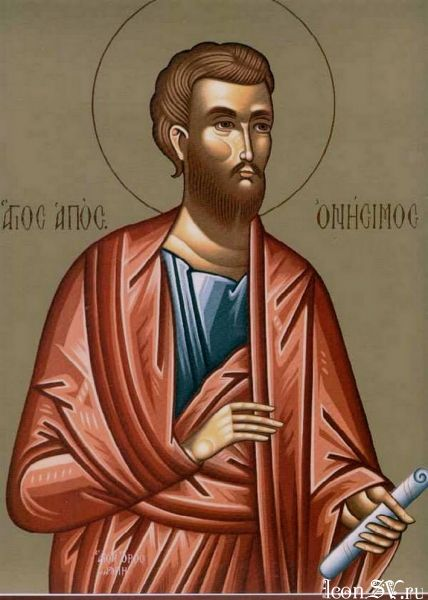
Onesimus (icoon)

De naam Onesimus of Onésimus betekent "nuttig". Onesimus is het onderwerp van de brief van Paulus aan Filemon. 
Onesimus was de slaaf van Filemon, wonend in (of in de buurt van) Kolosse. Onesimus liep bij zijn heer weg en vluchtte naar Rome. Daar komt hij in contact met Paulus en wordt hij christen. Paulus stuurt hem terug naar zijn meester met een brief, waarin hij Onesimus aanbeveelt en zich bereid verklaart de eventueel geleden schade te vergoeden. 